# Le Sorelle Bandiera
Le Sorelle Bandiera sono state un trio comico e musicale attivo tra il 1976 e il 1992, lanciato originariamente all'interno della trasmissione televisiva di Rai 2 L'altra domenica, ideata e condotta da Renzo Arbore.

## Storia del gruppo
Le Sorelle Bandiera nascono alla fine degli anni 1970 e sono originariamente composte da tre amici: il messicano Adolfo Manzano Muñoz, in arte Tito LeDuc (la bionda), l'australiano Neil Hansen (la rossa) e l'italiano Mauro Bronchi (la mora). I tre recitano en travesti, giocando sul tema dell'ambiguità, allora molto in voga (basti pensare al grande successo di Amanda Lear), finendo così al centro di critiche, soprattutto da parte della Chiesa, in quanto per la prima volta appaiono sul piccolo schermo in Italia delle drag queen.
Il gruppo si forma dopo l'incontro tra Neil Hansen e Tito LeDuc sul set del film Io, Caligola di Tinto Brass, al quale partecipano entrambi. Si esibisce, ancora privo del nome che lo renderà celebre, all'interno del locale gay romano L'Alibi, nello spettacolo Carousel 77, ispirato alla trasmissione televisiva Carosello. Loro cavallo di battaglia in questo periodo è la canzone Rum and Coca Cola, originalmente cantata dalle Andrews Sisters.
Il locale è in realtà frequentato da un pubblico misto e soprattutto da molti VIP romani, tra cui Renzo Arbore e la sua compagna Mariangela Melato. Arbore, colpito dalle tre, le vuole nella sua trasmissione L'altra domenica, in occasione della quale conia per loro il nome Le Sorelle Bandiera, ispirandosi ai Fratelli Bandiera. La canzone Rum and Coca Cola, rinominata L'altra domenica, diventerà la sigla della trasmissione, con un nuovo testo scritto da Arbore stesso.
La popolarità della trasmissione televisiva decreta anche il successo del trio, che inizia a esibirsi in molti locali della penisola, arrivando a prodursi in anche 300 spettacoli l'anno. L'affermazione porta inoltre Le Sorelle Bandiera a incidere, tra la fine degli anni settanta e i primi ottanta, quattro singoli, in cui le parti vocali, fino al 1979, sono eseguite dal gruppo delle Baba Yaga, che tuttavia viene accreditato solamente nel primo singolo. Il quarto disco, Sumus in Ibiza, è invece interpretato dalle stesse Sorelle Bandiera, che cantano in falsetto. Il loro brano più popolare è Fatti più in là, sigla di chiusura del fortunato programma condotto da Renzo Arbore L'altra domenica, pubblicato su 45 giri nel 1978 ottenendo un discreto riscontro di vendite.
Nel 1980 Le Sorelle Bandiera partecipano, unitamente allo staff de L'altra domenica, al film di Renzo Arbore Il pap'occhio e sono protagoniste del film L'importante è non farsi notare, diretto da Romolo Guerrieri e scritto su di loro. Nel film, incentrato sulla guerra fredda, i tre interpretano tre agenti americani, che si travestono da donne, contrapponendosi a tre agenti russe, che si travestono da uomini.
Dopo diverse apparizioni televisive, sia in Rai sia in Fininvest (Pronto, chi gioca?, Buona Domenica, Bellezze al bagno), alla fine degli anni ottanta, a causa di alcuni problemi di salute, LeDuc viene sostituito da Franco Caracciolo. Nel 1990 questa formazione si esibisce alla rassegna Riso in Italy al Teatro Spazio Zero di Roma, ballando ogni sera (e, a volte, cantando in playback) le canzoni eseguite dal gruppo dei Powerillusi. L'ultima apparizione televisiva del trio originale al completo risale al 1991, quando partecipa al programma televisivo condotto da Mara Venier E compagnia bella, su Rai 2, in occasione di una rimpatriata del cast storico de L'altra domenica. Nel 1994 tornano ospiti a Domenica in, condotta sempre dalla Venier, i soli LeDuc e Bronchi, esibendosi nella celebre Fatti più in là assieme a Renzo Arbore.
Dopo un'assenza televisiva di più di venti anni e dopo la morte di LeDuc (nel 1998) e di Caracciolo (1992), Bronchi e Hansen ritornano occasionalmente in televisione negli anni duemila in trasmissioni di revival per ricordare la loro storia. Nel 2008 la rete televisiva australiana SBS e la Fox Italia producono il documentario Le favolose Sorelle Bandiera (The Fabulous Flag Sisters), diretto da Franco di Chiera.
In seguito, Neil Hansen e Mauro Bronchi ricompongono il trio, coinvolgendo Ronnie van den Bergh, ex primo ballerino del West Australia Ballet, in sostituzione di Tito LeDuc. Nel maggio 2009 le ricostituite Sorelle Bandiera esordiscono in Australia con il nuovo spettacolo Flyin' High. Dopo la tournée australiana, lo show approda in Italia con il titolo Volare, inserito tra gli eventi della rassegna Spoleto Estate. Tornate di nuovo in Australia, il 15 dicembre dello stesso anno, portano in scena Flyin' High: the sequel (Volare: il seguito), esordendo al Victoria Hall Fremantle di Perth con la partecipazione dell'attore Graziano Sirci. Il 17 aprile del 2010 si esibiscono nella trasmissione Che tempo che fa, a chiusura di un intervento di Renzo Arbore. Il 29 agosto 2018, all'età di 75 anni, muore a Spoleto Mauro Bronchi. Neil Hansen vive attualmente a Perth, in Australia.

## Formazione
- Tito LeDuc (1976-1990)
- Neil Hansen (1976-1992/2008-2010)
- Mauro Bronchi (1976-1992/2008-2010)
- Franco Caracciolo (1990-1992)
- Ronnie van den Bergh (2008-2010)

## Discografia

### Album
- 1979 – L'importante è non farsi notare (Colonna sonora del film) (split con S.B. Orchestra)

### Singoli
- 1978 – L'altra domenica/Bella come me non hai avuto nessuno
- 1978 – Fatti più in là/No, io non ci sto
- 1979 – Rimmel & Cipria/All My Life (split con Neil Hansen)
- 1984 – Sumus in Ibiza/Plastic Nights

## Filmografia
- L'importante è non farsi notare, regia di Romolo Guerrieri (1979)
- Il pap'occhio, regia di Renzo Arbore, (1980)
- Travestito, regia di Gary Hillberg (1988)
- Le favolose Sorelle Bandiera (The Fabulous Flag Sisters), regia di Franco di Chiera (2008)